# Krecsányi Flóra
Krecsányi Flóra (Pest, 1857. július 14. – Budapest, 1930. május 27.) színésznő.

## Életútja
Apja Krecsányi János, az Athenaeum újságvállalat hivatalnoka volt. 1857. július 17-én keresztelték. 1874-ben kezdte a pályát, Károlyi Lajosnál Nyíregyházán, naivaszerepekben. Következő igazgatója Szuper Károly volt, majd fivérénél, Krecsányi Ignácnál működött, tőle elszerződött Miklósy Gyulához, majd Bogyó Alajoshoz. 1907-ben ideiglenesen, majd 1921. április 1-jén végleg nyugalomba vonult.

## Játszott szerepei
- Ottilia (Gyöngéd rokonok)
- A zsidó apáca (címszerep)
- Róza (Becsületszó)
- Aida (IV. László)
- Dalma (Bíbor és gyász)
- Maritta (Don Caesar de Bazan)
- Eszmeralda (Notre Dame-i toronyőr)
- Fanchon (Tücsök)
- Maritta (A csók)
- Dobó Katica